# إسرائيل كاماكافيفوؤولي
إسرائيل كاماكاوايو اولي (بالإنجليزية: Israel Kamakawiwoʻole)‏ قالب:نص يمين (20 مارس 1959 - 26 يونيو 1997) كما يطلق عليه البعض اسم Bruddah Iz هو مغني من هاواي، ولد في هونولولووهو أيضا ناشط في الحقوق المدنية لشعب هاواي وغنى الكثير من الأغاني بلغة هاواي. ينحدر من عائلة موسيقية فعمه موه كياله كان مغني أسطورة في هاواي. بدأ مسيرته الغنائية بسن الـ 11 بتأسيسه فرقة غنائية هي The Mākaha Sons of Niʻihau مع أخيه الأكبر سكيبي الذي توفي عام 1982. أصدرت الفرقة تسعة ألبومات غنائية خلال 15 عاما. وحققت الفرقة الشهرة حتى خارج هاواي. استمرت الفرقة الغنائية حتى بداية التسعينات وأصدرت تسعة ألبومات.
ترك إسرائيل الفرقة في بداية التسعينات ليصبح مغنيا منفردا وأصدر ستة ألبومات. وحقق ألبومه Facing Future الذي أصدره في عام 1993 له شهرة كبيرة.
وكتعبير عن حبه لهاواي ولشعبها الذي ينتمي إليه كان يقيم كونشرتات على شاطئ البحر وكانت مجانية للجميع.
غنى أغاني شهيرة مثل Over the Rainbow وWhat a Wonderful World وضعت في الكثير من الأفلام والبرامج التلفزيونية والإعلانات التجارية. توفى وهو في الثامنة والثلاثين من عمره في تاريخ 26 يونيو 1997 بمرض متعلق بالسمنة.وقد نكس علم هاواي في جنازته قي يوم 10 يوليو من العام 1997, حققت أغنيته somwhere Over the Rainbow المرتبة الأولى في ألمانيا عام 2010 في الأغاني المنفردة.
اشتهر عالميا عندما أطلق ألبومه Facing Future في عام 1993, كما غنى أغاني شهيرة مثل Over the Rainbow وWhat a Wonderful World وضعت في الكثير من الأفلام والبرامج التلفزيونية والإعلانات التجارية.توفى وهو في الثامنة والثلاثون من عمره في تاريخ 26 يونيو 1997 بمرض متعلق بالسمنة.وقد نكس علم هاواي في جنازته قي يوم 10 يوليو من العام 1997.

## إصداراته مع فرقته الغنائية
- 1976 – „No Kristo“
- 1977 – „Kahea o Keale“
- 1978 – „Keala“
- 1979 – „Mākaha Sons of Niʻihau“
- 1981 – „Mahalo Ke Akua“
- 1984 – „Puana Hou Me Ke Aloha“
- 1986 – „Hoʻola“
- 1991 – „Makaha Bash 3 Live“
- 1992 – „Hoʻoluana“

## إصداراته كمغن منفرد
- 1990 – „Kaʻanoʻi“
- 1993 – „Facing Future“
- 1995 – „E Ala E“
- 1996 – „N Dis Life“
- 2000 – „Iz in Concert“
- 2001 – „Alone in Iz World“
- 2004 – „Iz: The Man Behind the Music“
- 2007 – „Wonderful World“
- 2008 – „Unforgettable“
- 2010 – „Somewhere over the Rainbow“
- 2011 - „The Best of IZ - Somewhere Over The Rainbow“

## روابط إضافية
- إسرائيل كاماكافيفوؤولي على موقع IMDb (الإنجليزية)
- إسرائيل كاماكافيفوؤولي على موقع الموسوعة البريطانية (الإنجليزية)
- إسرائيل كاماكافيفوؤولي على موقع ميوزك برينز (الإنجليزية)
- إسرائيل كاماكافيفوؤولي على موقع إن إن دي بي (الإنجليزية)
- إسرائيل كاماكافيفوؤولي على موقع أول ميوزيك (الإنجليزية)
- إسرائيل كاماكافيفوؤولي على موقع ديسكوغز (الإنجليزية)
- الموقع الرسمي
- أغنية من أغاني إسرائيل كاماكاوايو اولي على يوتيوب